# Гайле, Инга
Инга Гайле (латыш. Inga Gaile; род. 29 июня 1976, Рига) — латвийская поэтесса и писательница.

## Биография
Окончила Латвийскую академию культуры (1998), где изучала теорию и историю литературы, литературную критику. Затем получила там же режиссёрское образование. Работала в различных медиа, член Союза писателей Латвии с 2004 года.
Публикует стихи с 1996 года. Дебютный сборник «Время было влюблённым» (латыш. Laiks bija iemīlējies; 1999) был издан по итогам конкурса рукописей, получив премию имени Клава Элсберга. Поэт и критик Марис Салейс приветствовал ранние стихи Гайле как «самораскрытие души и сущности через тело — чудесный инструмент, податливый для страсти и удовольствия». В более поздней поэзии, особенно в сборнике «Туман» (латыш. Migla; 2012, премия имени Оярса Вациетиса), отмечается переход автора на феминистские позиции, к драматичным, нелёгким для понимания сюжетам с социальной окраской; вообще Гайле считается одной из важных фигур в латвийском феминистском движении. Кроме того, в 2014 году Гайле опубликовала сборник стихов для детей «Меня слышит вторая группа?» (латыш. Vai otrā grupa mani dzird?), получивший Латвийскую премию года по литературе в номинации «Детская литература». Стихотворения Гайле, написанные в виде эксперимента на русском языке, вошли в составленную А. Заполем антологию «Латышская русская поэзия». Книги стихов Гайле опубликованы в переводах на английский, испанский и польский языки. Участница многочисленных поэтических фестивалей, в том числе Биеннале поэтов в Москве (2013) и рижского международного фестиваля «Поэзия без границ» (2018), пресс-релиз которого отмечал в её поэзии «остроту и бескомпромиссность женского взгляда, рискованные и травматичные темы частной жизни, непременно ведущие к обобщениям на уровне миропорядка».
В 2014 году вышел первый роман Гайле «Стёкла» (латыш. Stikli), после чего она регулярно печатается и как прозаик. Её третий роман «Красавицы» (латыш. Skaistās; 2019) также был удостоен Латвийской премии года по литературе. Широкий резонанс вызвал и четвёртый роман Гайле, «Писательница» (латыш. Rakstītāja; 2020), рассказывающий о писательнице и активистке женского движения в межвоенной Латвии Иванде Кайя, — в этой книге, по мнению критика Санты Ремере, Гайле «ставит знак равенства между сексом и литературным творчеством». Пьесы Гайле шли в Новом Рижском театре и в Национальном театре, их неоднократным постановщиком выступал режиссёр Андрей Яровой. Она также на протяжении многих лет остаётся постоянной участницей проекта «Женский стендап» (латыш. Sieviešu stendaps), в рамках которого латышские поэтессы и писательницы ежемесячно выступают перед аудиторией.
В 2018 году Инга Гайле была избрана председателем Латвийского ПЕН-клуба.
На русский язык стихи Гайле переводил Дмитрий Кузьмин.